# 青樓集
青樓集是一部記錄元代女性演出者的著作。作者夏庭芝。
青樓集共僅一卷，根據作者所寫的〈青樓集誌〉一文的署題，推斷成書在元至正十五年（1355年）。內容主要記述一百十餘個演出杂剧和曲藝的女演員（許多為歌妓）的資料，其中包括她們的簡單生平、外貌、個性、家庭、師承、擅演角色劇目等等，也旁及與她們相關的男演員三十多人，以及一些戲曲、散曲作家、士人等五十多人，反映了元代城市中戲曲發展的一部分面貌。